# Gari Melchers

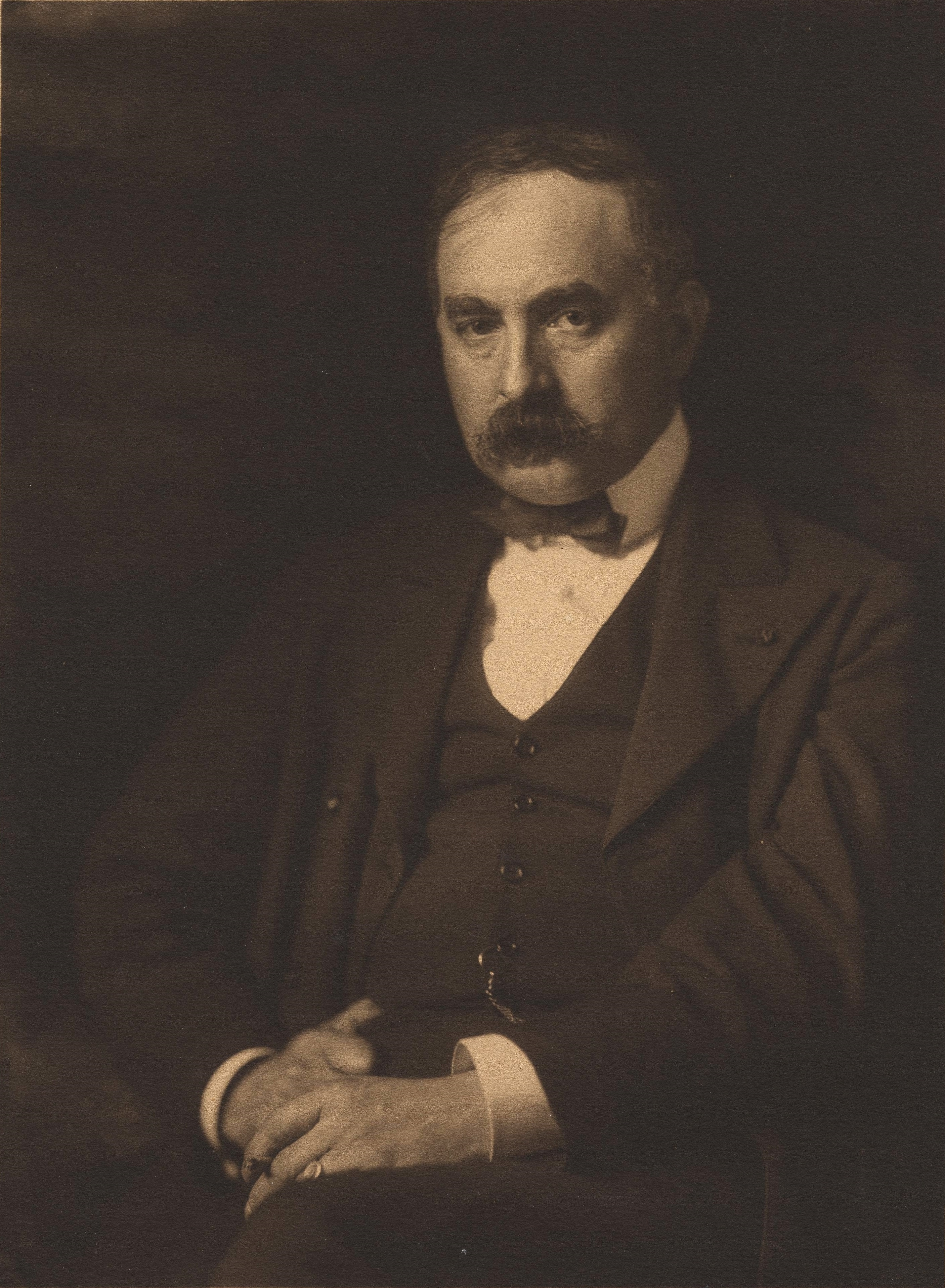
Julius Garibaldi Melchers, Gemälde von Frank Scott Clark, 1900

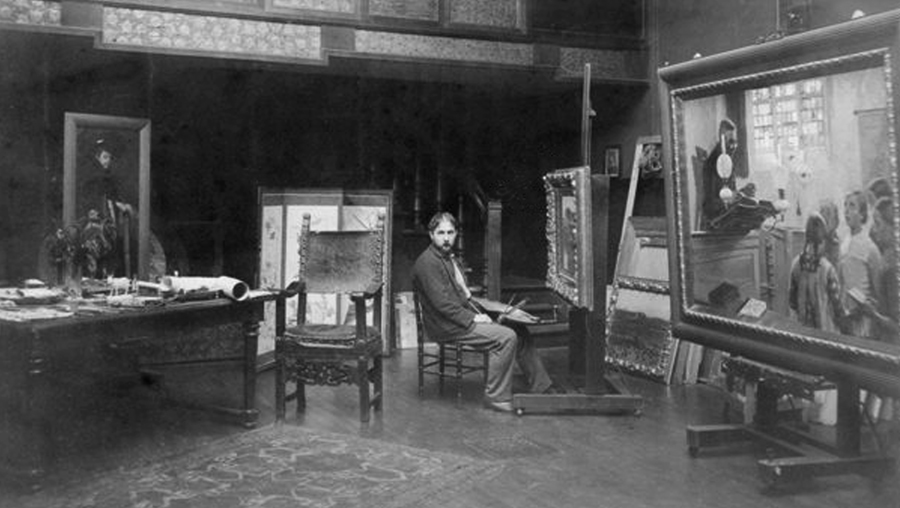
Gari Melchers in einem Pariser Atelier, Foto, 1889

Julius Garibaldi Melchers (* 11. August 1860 in Detroit; † 30. November 1932 in Fredericksburg, Virginia) war ein deutsch-US-amerikanischer Maler.

## Leben

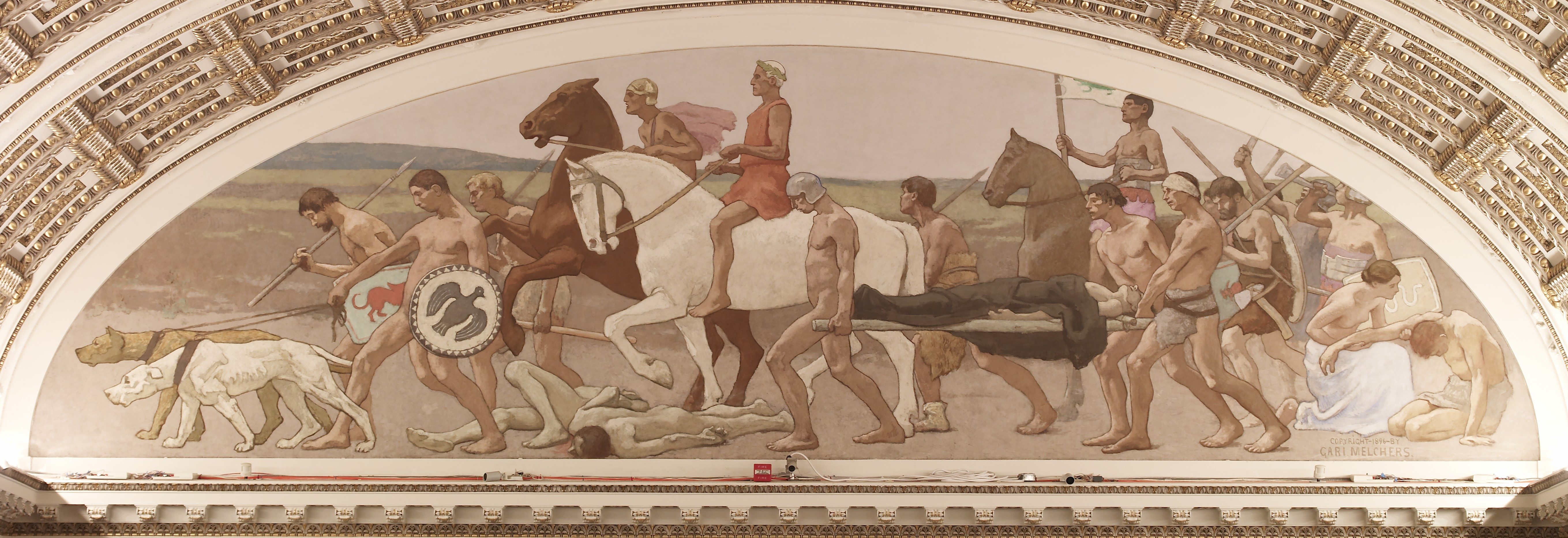
Krieg, 1896, symbolistische Wandmalerei in der Library of Congress, Thomas Jefferson Building, Washington, D.C

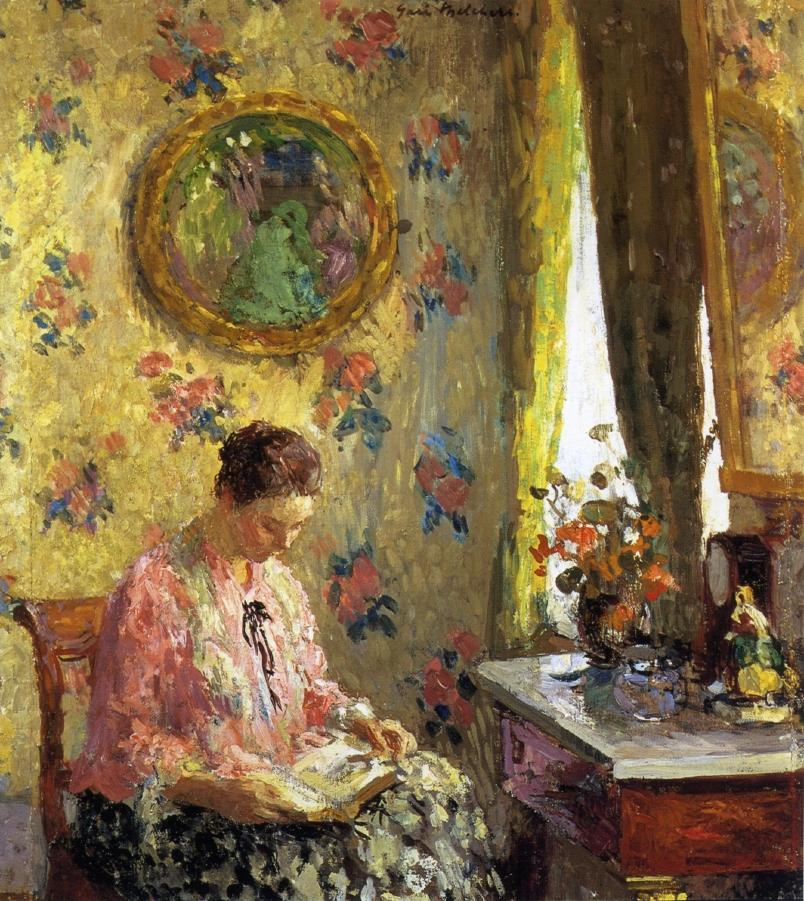
Lesende Frau, 1910

Der Sohn des in Soest (Provinz Westfalen, Königreich Preußen) geboren deutschen Emigranten und Bildhauers Julius Theodor Melchers und seiner Frau Marie Bangetor erhielt 1878 bis 1881 seine Ausbildung bei Hugo Crola, Heinrich Lauenstein, Johann Peter Theodor Janssen, Carl Müller, Eduard von Gebhardt und Julius Roeting auf der Kunstakademie Düsseldorf, dann in Paris durch Jules-Joseph Lefebvre und Gustave Boulanger. Befreundet war Melchers mit den Malern John Singer Sargent und George Hitchcock.
Seit dem 14. April 1903 war Gari Melchers mit der Künstlerin Corinne Lawton Mackall (* 27. Februar 1880 in Baltimore, Maryland; † 7. April 1955) verheiratet, die ihn um 23 Jahre überlebte. 1942 vermachte sie der Ortschaft Belmont ihr gemeinsames Haus, damit die heutige Gari Melcher Memorial Gallery (auch bekannt als Gari Melchers Home and Studio) als Art Museum und Hommage fungieren konnte. Heute verwaltet es die University of Mary Washington in Fredericksburg. Das Museum öffnete 1975 zum ersten Mal seine Türen.
In vielen seiner Gemälde, die – gerade in seiner späteren impressionistischen Phase – durch leuchtende und frische Farbtöne sowie breite und kräftige Farbbehandlung gekennzeichnet sind (siehe Kolorismus), schildert er das Leben des einfachen Volkes in Holland (siehe Naturalismus). Melchers gewann bei der Weltausstellung 1900 in Paris eine Ehrenmedaille. Zu seinen späteren Arbeiten zählen Wandmalereien in der Kongressbibliothek von Washington. Melchers wohnte abwechselnd in Paris, Holland und New York. Seit 1898 war er gewähltes Mitglied der American Academy of Arts and Letters. 1909 wurde er Professor an der Kunstakademie Weimar, wo er bis 1914 wirkte. 1915 kehrte er mit seiner Frau in die Vereinigten Staaten zurück. In New York eröffneten sie ein Studio.
Seine Residenz in Falmouth, das Gari Melchers Home & Studio (auch als Belmont bezeichnet), wurde im Dezember 1965 als National Historic Landmark anerkannt, womit es eine von 121 historischen Stätten dieser Art in Virginia ist. Seit Oktober 1966 ist die Residenz als Historic District im National Register of Historic Places eingetragen.